# 下荒井兄弟のスプリング、ハズ、カム。
『下荒井兄弟のスプリング、ハズ、カム。』（しもあらいきょうだいのすぷりんぐ、はず、かむ）は、2009年に行われた、演劇ユニットTEAM NACSの舞台作品。TEAM NACSの第13回公演。脚本・演出は大泉洋。

## 概要
『ふるさと公演「HONOR〜守り続けた痛みと共に〜」』から2年振りの本公演となった。今回は、大泉洋が脚本・演出を手掛け、TEAM NACSのリーダーの森崎博之以外が脚本・演出を手掛けるのは、2000年の「FOUR〜求め続けた奴等の革命」（4つのオムニバス形式で安田顕、戸次重幸、大泉洋、音尾琢真が担当）と2003年の「ミハル」（戸次重幸が担当）以来、3度目で、6年振りとなった。
TEAM NACSの舞台は衝突することも多くなり、空気を変えようと、大泉が自ら名乗り出て、脚本・演出を手掛けたが、初稽古では過去最悪の空気が流れ、大泉はTEAM NACSを辞めることもと考えたという。そのため、次回の『ニッポン公演「WARRIOR〜唄い続ける侍ロマン」』以降、本公演の間隔が2年から3年になっている。
2009年12月4日にアミューズソフトからDVDが発売された。後にWOWOWで放送された。
2012年9月12日には、本作を原作として、『親父がくれた秘密〜下荒井5兄弟の帰郷〜』のタイトルで、深川栄洋監督、大森南朋出演でテレビ東京にてテレビドラマとしてリメイクされた。ただし、本作の大まかな設定を残し、残りはドラマオリジナルの脚本になっている。大泉も特別出演した。

## あらすじ
下荒井家の父・奏助の没後10年。長男の大造（森崎博之）、三男の剛助（安田顕）、四男の健二（大泉洋）、五男の修一（戸次重幸）が集まった。そして、家を出たまま音信不通だった次男の大洋（音尾琢真）が、突然帰って来る。

## 出演
下荒井大造
演 - 森崎博之（TEAM NACS）
下荒井家の長男。父・秦助の跡を継ぎ、ギター教室を営んでいる。独身。
下荒井剛助
演 - 安田顕（TEAM NACS）
下荒井家の三男。芸能事務所を経営している。1千万円の借金を抱えている。既婚。
下荒井修一
演 - 戸次重幸（TEAM NACS）
下荒井家の五男。大手楽器メーカーで働いている。
下荒井健二
演 - 大泉洋（TEAM NACS）
下荒井家の四男。家に引きこもり、盗聴をしている。
下荒井大洋
演 - 音尾琢真（TEAM NACS）
下荒井家の次男。10代のときに家出し、音信不通になっていた。剛介が借金をしているクレジット会社のヤクザ。
鬼束藍
演 - 森崎博之（2役/TEAM NACS）
大造のお見合い相手。
下荒井佳代
演 - 戸次重幸（2役/TEAM NACS）
剛介の妻。
城ヶ崎郁代
演 - 音尾琢真（2役/TEAM NACS）
修一の婚約者。修一働いている大手楽器メーカーの社長の娘。

## スタッフ
- 脚本・演出：大泉洋（TEAM NACS）
- 美術：香坂奈奈、堀尾幸男
- 照明：塚本悟
- 音楽：本間昭光
- 音響：山本浩一
- 映像：執行聖二
- 衣装：小松江里子
- ヘアメイク：諸橋みゆき
- 舞台監督：津田光正、荒智司
- 制作：村部吉宣、依田剛大、谷川登、下井健一、杉山宗一郎
- 音楽製作：秋山雅宏
- プロデューサー：荒木宏幸、作田仁
- エグゼクティブプロデューサー：鈴井亜由美、市毛るみ子
- 大阪公演
  - 制作協力：キョードー大阪
- 福岡公演
  - 主催：RKB毎日放送
  - 制作協力：キョードー西日本
- 名古屋公演
  - 制作協力：サンデーフォークプロモーション
- 仙台公演
  - 制作協力：GIP
- 札幌公演
  - 主催：北海道新聞社、北海道放送
  - 制作協力：HANDCLAP
- 協力：LAWSON、エンタメポスト
- 後援：全日空
- 企画・製作：CREATIVE OFFICE CUE、AMUSE

※出典：

## 日程
- 東京公演：2009年2月20日 - 3月4日、池袋サンシャイン劇場
- 大阪公演：2009年3月18日 - 3月24日、イオン化粧品シアターBRAVA!
- 福岡公演：2009年3月27日 - 3月29日、ももちパレス（主催：RKB毎日放送）
- 名古屋公演：2009年4月3日 - 4月5日、名鉄ホール
- 仙台公演：2009年4月9日 - 4月12日、電力ホール
- 札幌公演：2009年4月17日 - 4月29日、道新ホール（主催：北海道新聞社、北海道放送）

全64公演、動員数53,000人